# Hiraea
A Hiraea a Malpighiales rendjébe és a malpighicserjefélék (Malpighiaceae) családjába tartozó nemzetség.

## Rendszerezés
A nemzetségbe az alábbi 45 faj tartozik:
- Hiraea affinis Miq.
- Hiraea apaporiensis Cuatrec.
- Hiraea barclayana Benth.
- Hiraea bullata W.R.Anderson
- Hiraea buntingii W.R.Anderson
- Hiraea celiana W.R.Anderson
- Hiraea cephalotes Triana & Planch.
- Hiraea christianeae W.R. Anderson
- Hiraea crassipes A. Juss.
- Hiraea cuiabensis (Griseb.) Griseb.
- Hiraea cuneata Griseb.
- Hiraea fagifolia (DC.) A.Juss.
- Hiraea faginea (Sw.) Nied.
- Hiraea fimbriata W.R.Anderson
- Hiraea fosteri W.R. Anderson
- Hiraea gracieana W.R. Anderson
- Hiraea grandifolia Standl. & L.O. Williams
- Hiraea greggii S. Watson
- Hiraea guapecita Cuatrec.
- Hiraea haberi W.R. Anderson
- Hiraea hypoleuca W.R.Anderson
- Hiraea idroboana Cuatrec.
- Hiraea klugii Cuatrec.
- Hiraea longipes W.R. Anderson
- Hiraea longipilifera W.R. Anderson
- Hiraea mexicana Rose
- Hiraea morii W.R. Anderson
- Hiraea neblinensis W.R.Anderson
- Hiraea obovata Huber
- Hiraea pachypoda Nied.
- Hiraea papilionacea Cuatrec. & Croat
- Hiraea perplexa W.R. Anderson
- Hiraea putumayensis C.V. Morton & Cuatrec.
- Hiraea reclinata Jacq.
- Hiraea schultesii Cuatrec.
- Hiraea septentrionalis A. Juss.
- Hiraea silvae W.R. Anderson
- Hiraea smilacina Standl.
- Hiraea steyermarkii W.R.Anderson
- Hiraea tepuiensis Steyerm.
- Hiraea ternifolia (Kunth) A.Juss.
- Hiraea transiens Nied.
- Hiraea valida W.R. Anderson
- Hiraea villosa Poepp. ex Nied.
- Hiraea quapara (Aubl.) Sprague